# Wojewódzki Urząd Bezpieczeństwa Publicznego w Kielcach
Wojewódzki Urząd Bezpieczeństwa Państwowego w Kielcach (WUBP Kielce) – jednostka terenowa Ministerstwa Bezpieczeństwa Publicznego, funkcjonująca na terenie województwa kieleckiego od czasu powstania tegoż województwa w 1945 do likwidacji MBP w 1954.
W 1953 roku, na terenie całego kraju, funkcjonowało: 17 WUBP, 2 MUBP na prawach
wojewódzkich (w Warszawie i Łodzi), 14 MUBP, 10 UBP na miasto i powiat (Toruń, Będzin, Bielsko, Bytom, Częstochowa, Gliwice, Radom, Tarnów, Jelenia Góra, Wałbrzych), 265 PUBP, 1 UBP na Nową Hutę i placówki UBP na m.st. Warszawę: UBP Wawer i UBP Włochy.
Pierwszą (tymczasową) siedzibą urzędu był dawny pałac Radziwiłłów w Rytwianach, następnie zespół klasztorny św. Michała w Sandomierzu (obecnie Wyższe Seminarium Duchowne przy ul. Żeromskiego 6), wreszcie budynek przy ul. Seminaryjskiej 12 w Kielcach.
W maju 1945 r. funkcjonariusze WUPB z Kielc i z PUBP w Busku Zdroju oraz oddziałem Armii Czerwonej brali udział w bitwie w lesie koteckim z oddziałem Narodowych Sił Zbrojnych. W czasie walki poległo kilku funkcjonariuszy WUBP i PUBP, wśród nich byli: Tadeusz Banach, Roman Figura, Bolesław Kaczmarski, Jan Strzelec, Tadeusz Wachnicki, Michał Wójcik, Władysław Wójcik, Eugeniusz Paluch i Franciszek Załęcki.

## Kierownictwo (szefostwo)
Kierownicy (szefowie):
- sierpień 1944 – styczeń 1945: kpt. Hipolit Duljasz
- 1945: mjr Adam Kornecki
- 1945: mjr Władysław Spychaj-Sobczyński
- 15 lipca 1946: kpt./ mjr Jan Tataj
- 1947: kpt./ mjr/ ppłk Longin Kołarz
- 1947-1950: mjr/ppłk Józef Pluta
- 5 lutego 1950: p.o. mjr Czesław Borecki
- 1952: mjr/ppłk Jerzy Andrzejewski
- 1954: p.o. ppłk Stanisław Wałach

Zastępcy kierownictwa (zastępcy szefa):
- 1 marca 1948: Czesław Borecki

## Wydziały i ich naczelnicy

### Wydział I (kontrwywiad)
Naczelnicy Wydziału I:
- 16 maja 1949: Stanisław Mozal

### Wydział IV (ochrona gospodarki)
Naczelnicy Wydziału IV:
- 1 września 1946: p.o. Romuald Głowacki (s. Stanisława, ur. 5 października 1918 w Białozórce koło Dubna, ob. Ukraina)
- 1 listopada 1947: Romuald Głowacki

### Wydział V (kontrola organizacji i kościoła)
Zastępcy naczelnika Wydziału V:
- 1 stycznia 1946: Stefan Mareczko

### Wydział VIII (komunikacja)
Naczelnicy Wydziału VIII:
- 1 sierpnia 1953: Teofil Mruklik (s. Jana, ur. 19 lipca 1911 w Radomsku)

Zastępcy naczelnika Wydziału VIII:
- 1 stycznia 1952: Teofil Mruklik

## Jednostki podległe

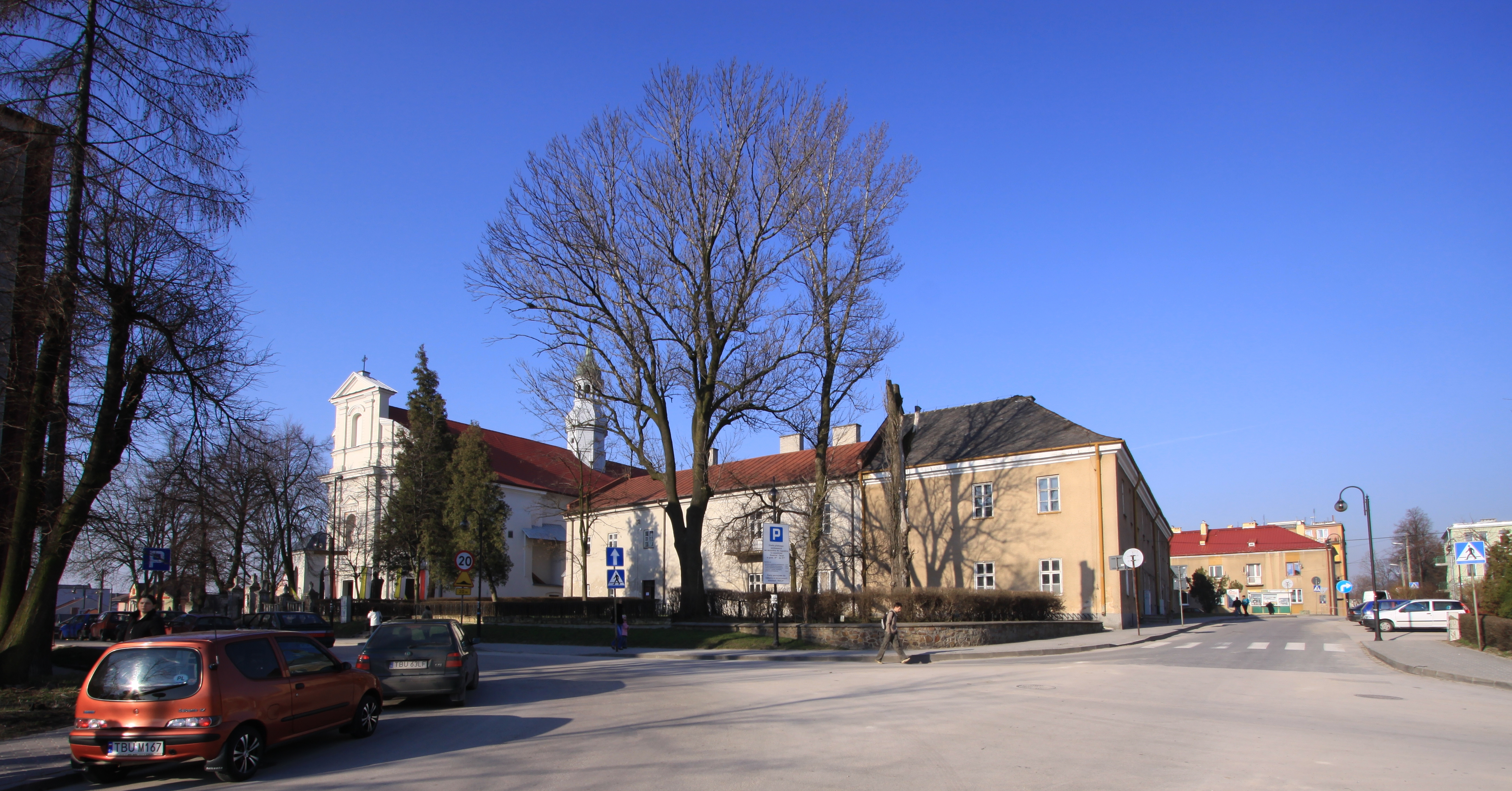
Zabudowania poklasztorne norbertanek w Busku-Zdroju, dawniej siedziba PUBP w Busku

- MUBP w Częstochowie – ul. Śląska 22; od 1948 ul. Parkowa 4/6 (następnie Starucha, obecnie ks. Popiełuszki)

- MUBP w Radomiu

- PUBP w Busku – ul. 3 Maja (dawna siedziba Gestapo; róg ul. Batorego i ul. Mickiewicza), potem ul. Sądowa 7 (Zespół Poklasztorny Norbertanek)
  - Kierownicy (szefowie):
2 listopada 1945: p.o. Stanisław Mozal

- PUBP w Częstochowie – ul. Waszyngtona 45, potem ul. Kilińskiego 10 (dawna siedziba Gestapo); od 1948 ul. Parkowa 4/6 (następnie Starucha, obecnie ks. Popiełuszki)
  - Zastępcy kierownika (zastępcy szefa):
22 października 1947: Stanisław Mozal

- PUBP w Iłży

- PUBP w Jędrzejowie – ul. Piłsudskiego 46
  - Kierownicy (szefowie):
2 lutego 1946: Józef Pronobis (s., ur. 10 marca 1907 w Bodzechowie)
1 września 1946: Stanisław Filipiak

- PiMUBP w Kielcach – ul. Kapitulna 11; dawne więzienie – przy ul. Zamkowej 3; tajne miejsce pochówku ofiar UB – przy ul. Zagnańskiej
  - Kierownicy (szefowie):
1 września 1952: Stanisław Krawczyk (s. Józefa, ur. 11 kwietnia 1915 w Częstochowie)
  - Zastępcy kierownika (zastępcy szefa):
1 lutego 1952: Jan Górka (s. Michała, ur. 24 grudnia 1922 w Szczakowej)

- PUBP w Końskich – ul. 1 Maja 44

- PUBP w Kozienicach – ul. Kochanowskiego 6, obok znajdował się drewniany budynek aresztu tzw. „koza” (obecnie już nie istnieje – został rozebrany)
  - Kierownicy (szefowie):
31 marca 1945: Stanisław Filipiak
1 listopada 1954: Stanisław Bednarski (s. Jana, ur. 8 stycznia 1923 w Stokach Małych)
  - Zastępcy kierownika (zastępcy szefa):
3 kwietnia 1945: Leopold Arendarski (s. Tomasza, ur. 5 stycznia 1924 w Kielcach)
10 września 1952: Stanisław Bednarski (s. Jana, ur. 8 stycznia 1923 w Stokach Małych)

- PUBP w Opatowie

- PUBP w Ostrowcu Świętokrzyskim – ul. 3 Maja 9
  - Kierownicy (szefowie):
9 lutego 1945: Józef Pronobis (s., ur. 10 marca 1907 w Bodzechowie)
1 października 1954: Jan Górka (s. Michała, ur. 24 grudnia 1922 w Szczakowej)
  - Zastępcy kierownika (zastępcy szefa):
2 kwietnia 1945: Stanisław Mozal

- PUBP w Pińczowie – ul. 3 Maja 29
  - Kierownicy (szefowie):
2 listopada 1945: Józef Pronobis (s., ur. 10 marca 1907 w Bodzechowie),
1 lipca 1952: Stanisław Krawczyk (s. Józefa, ur. 11 kwietnia 1915 w Częstochowie)
  - Zastępcy kierownika (zastępcy szefa):
1 października 1953: Stanisław Jeziorowski (s. Stanisława, ur. 25 października 1927 w Kolonii Kozienice)

- PUBP w Radomiu
  - Kierownicy (szefowie):
8 stycznia 1948: Stanisław Mozal
1 października 1952: Eugeniusz Strzelczyński
  - Zastępcy kierownika (zastępcy szefa):
1 września 1948: Teofil Mruklik (s. Jana, ur. 19 lipca 1911 w Radomsku)
15 czerwca 1951: Marian Świder (s. Józefa, ur. 4 czerwca 1918 w Szewnie)
1 września 1952: Józef Duda (s. Józefa, ur. 27 października 1927 w Mokrej)
15 października 1953: Henryk Rokicki (s. Piotra, ur. 8 października 1926 w Bugaju k. Jędrzejowa)

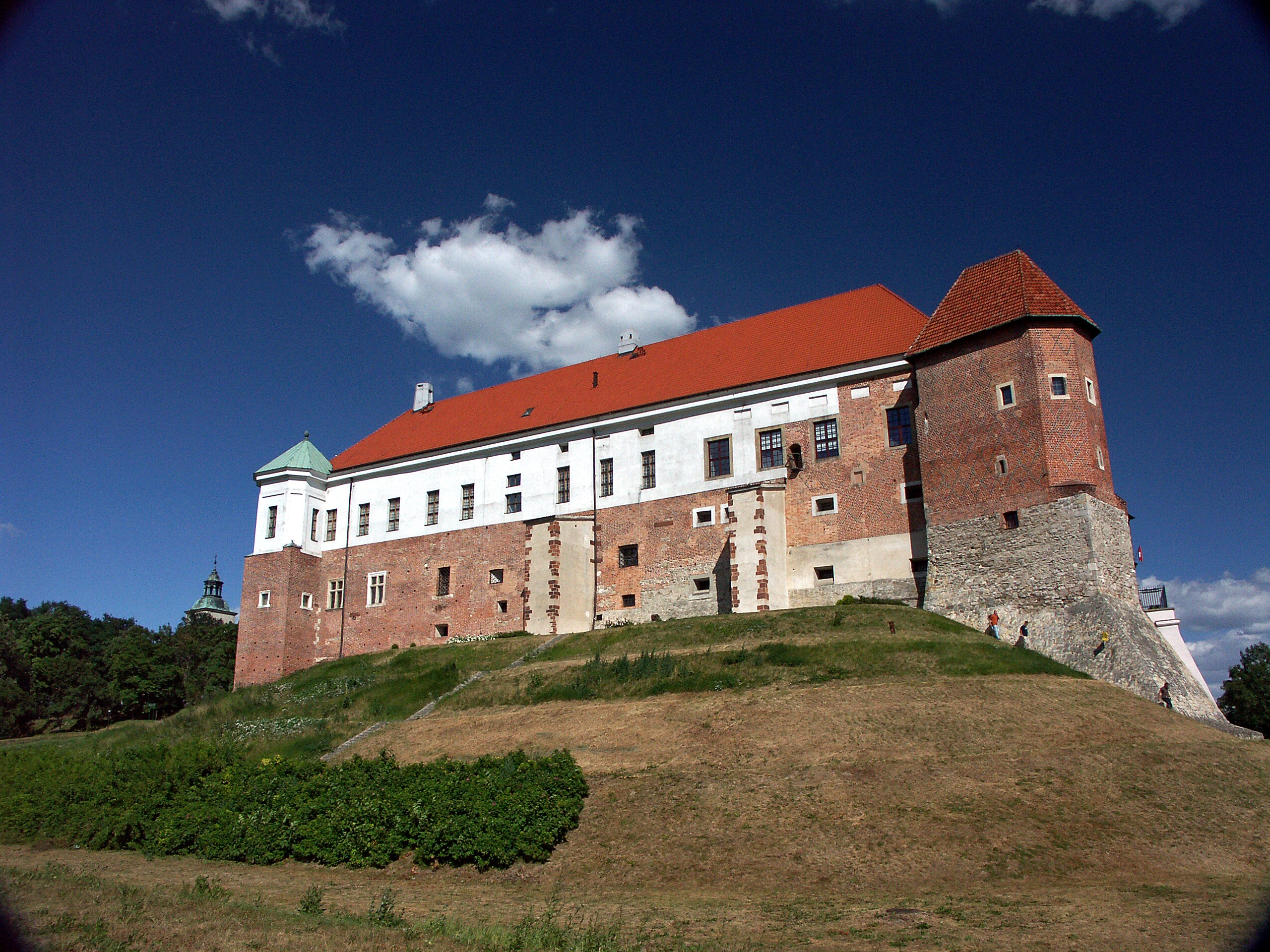
Zamek w Sandomierzu, dawniej więzienie PUBP w Sandomierzu

- PUBP w Sandomierzu – ul. Żeromskiego 5, więzienie na Zamku przy ul. Zamkowej
  - Kierownicy (szefowie):
1 marca 1951: Stanisław Krawczyk (s. Józefa, ur. 11 kwietnia 1915 w Częstochowie)
  - Zastępcy kierownika (zastępcy szefa):
1 lutego 1950: Stanisław Krawczyk

- PUBP w Skarżysku-Kamiennej – ul. 1 Maja 54

- PUBP w Starachowicach – ul. T. Krywki 18

- PUBP we Włoszczowie – ul. Świeża 3, 12 i 18